# Pagano
Pagano is een metrostation in de Italiaanse stad Milaan dat werd geopend op 1 november 1964 en wordt bediend door lijn 1 van de metro van Milaan.

## Geschiedenis
In het metroplan van 1952 was lijn 1 opgenomen met 2 takken in het westen die bij Pagano samenkomen. De noordelijke van de twee, naar de jaarbeurs, werd als eerste gebouwd samen met het tracé door de binnenstad. De bouw van de lijn begon in 1957 bij Buonarroti, 543 meter ten westen van Pagano. Tussen de beide stations werd ondergronds meteen een ongelijkvloerse kruising gebouwd alsmede een onderstation ten behoeve van de stroomvoorziening. Pagano werd als onderdeel van het initiële deel van de metro op 1 november 1964 geopend. Op 2 april 1966 waren ook de eerste stations van de zuidelijke tak gereed en sindsdien rijden de metrostellen om en om over een van de takken. In 2010 lag er een plan voor ontvlechting van beide takken waarbij de zuidtak zou worden aangesloten op een tunnel onder de Via Mario Pagano om daarmee lijn 6 te vormen.   

## Ligging en inrichting
Het station ligt onder het punt waar de Via del Burchiello overgaat in de Via Guido d'Arezzo, op de kruising met de Via Mario Pagano. Ten oosten van de perrons loopt de tunnel onder de Via Guido d'Arezzo richting het 475 meter oostelijker gelegen Conciliazione. Ten westen van de perrons ligt de ongelijkvloerse kruising onder de Via del Burchiello. De metrostellen van en naar de noordtak rijden door de dubbelsporige tunnel onder de Via Giotto, de diensten naar de zuidtak slaan naar rechts af en duiken dan onder het kruispunt Via Giotto/via Piero Capponi onder de noordtak door onderweg naar Wagner. In omgekeerde richting voegen de metrostellen onder dat kruispunt in op het dubbelsporige traject. Tussen de aansluiting en het perron ligt aan de zuidkant een opstelspoor dat vanaf het station met een wissel bereikt kan worden.   